# Communauté de communes de la Région d'Audruicq
La communauté de communes de la Région d'Audruicq, (CCRA) est une communauté de communes française, située dans le département du Pas-de-Calais et la région Hauts-de-France, arrondissement de Saint-Omer. Elle est créée le 29 décembre 1993 avec pour date d’effet le 1er janvier 1994. Son siège est situé dans la commune de Audruicq. Elle regroupe 15 communes et totalise 28 077 habitants en 2021. Elle est localisée dans le nord du Pas-de-Calais, bordée par la mer du Nord et limitrophe du département du Nord.

## Historique

### SIVOM
La nécessité de se regrouper a été assez vite reconnue par les élus. Un premier regroupement, formé de 14 communes, a été constitué en 1971. Il a rapidement évolué en syndicat intercommunal à vocation multiple (SIVOM) en 1972. Oye-Plage y adhère en 1975, portant à 15 le nombre de communes associées.

### CCRA
Le SIVOM se transforme en une communauté de communes sous le nom de communauté de communes de la Région d’Audruicq (CCRA) par un arrêté préfectoral du 29 décembre 1993 qui a pris effet le 1er janvier 1994 et dispose désormais de compétences assez larges s’agissant à la fois d’un établissement public de coopération intercommunale (EPCI) de gestion et de projet.
Les statuts ont été refondus et approuvés en 2016 afin de les mettre en conformité avec les dispositions de la loi portant nouvelle organisation territoriale de la République du 7 août 2015.
En 2018, la communauté de communes a adopté son plan local d'urbanisme intercommunal (PLUi) qui définit les règles d'urbanisation de son territoire, et qui est structuré autour des principes suivants : 
- conforter l’organisation héritée du passé tout en intégrant les évolutions contemporaines liées à l’A16 et l’A26 ;
- gérer les effets induits d’un fort développement résidentiel tout en intégrant un ralentissement imposé du rythme de développement démographique et de la consommation foncière ;
- développer une économie de proximité et préserver une offre de services aux personnes ;
- soigner les entrées sur le territoire intercommunal et les entrées des bourgs ;
- intégrer les enjeux hydrauliques et les spécificités environnementales du territoire.

## Territoire communautaire

### Géographie

#### Localisation
Si la communauté de communes, qui s'étend sur 21 806 hectares comprend la totalité des communes de l'ancien canton d'Audruicq, deux autres communes, Muncq-Nieurlet et Recques-sur-Hem, relevaient de l'ancien canton d'Ardres.
Une partie du territoire, au sud, fait partie du parc naturel régional des Caps et Marais d'Opale.

### Composition
En 2025, la communauté de communes est composée des 15 communes suivantes :

| Nom                 | Code Insee | Gentilé               | Superficie (km2) | Population (dernière pop. légale) | Densité (hab./km2) |
| ------------------- | ---------- | --------------------- | ---------------- | --------------------------------- | ------------------ |
| Audruicq (siège)    | 62057      | Audruicquois          | 14,44            | 5 349 (2022)                      | 370                |
| Guemps              | 62393      | Guempois              | 15,89            | 1 092 (2022)                      | 69                 |
| Muncq-Nieurlet      | 62598      | Monchiniverlais       | 11,44            | 683 (2022)                        | 60                 |
| Nortkerque          | 62621      | Nortkerquois          | 13,19            | 1 753 (2022)                      | 133                |
| Nouvelle-Église     | 62623      | Nouvellois            | 9,07             | 709 (2022)                        | 78                 |
| Offekerque          | 62634      | Offekerquois          | 13,37            | 1 288 (2022)                      | 96                 |
| Oye-Plage           | 62645      | Ansériens             | 33,86            | 5 716 (2022)                      | 169                |
| Polincove           | 62662      | Polincovois           | 4,75             | 874 (2022)                        | 184                |
| Recques-sur-Hem     | 62699      | Recquois              | 5,41             | 671 (2022)                        | 124                |
| Ruminghem           | 62730      | Ruminghemois          | 13,89            | 1 607 (2022)                      | 116                |
| Saint-Folquin       | 62748      | Saint-Folquinois      | 17,95            | 2 339 (2022)                      | 130                |
| Saint-Omer-Capelle  | 62766      | Capellois             | 10,69            | 1 100 (2022)                      | 103                |
| Sainte-Marie-Kerque | 62756      | Sainte-Marie-Kerquois | 18,47            | 1 715 (2022)                      | 93                 |
| Vieille-Église      | 62852      | Vétiéglisois          | 21,12            | 1 496 (2022)                      | 71                 |
| Zutkerque           | 62906      | Zutkerquois           | 16,41            | 1 795 (2022)                      | 109                |

### Démographie
| 1968   | 1975   | 1982   | 1990   | 1999   | 2006   | 2011   | 2016   | 2022   |
| ------ | ------ | ------ | ------ | ------ | ------ | ------ | ------ | ------ |
| 16 047 | 16 191 | 20 172 | 22 918 | 24 026 | 25 318 | 26 387 | 27 090 | 28 187 |

### Logement
En 2022, le nombre total de logements dans la communauté de communes était de 12 636, alors qu'il était de 11 938 en 2016 et de 10 987 en 2011
, soit une progression du nombre total de logements de 15,0 % depuis 2011.
Parmi ces 12 636 logements, 89,2 % étaient des résidences principales, (soit 11 265 logements), 4,9 % des résidences secondaires et 6,0 % des logements vacants. Ces logements étaient pour 93,1 % d'entre eux des maisons individuelles et pour 3,8 % des appartements.
Sur les 11 265 résidences principales, 72,1 % sont occupées par des propriétaires, 26,4 % par des locataires et 1,4 % par des personnes logées gratuitement.
Le tableau ci-dessous présente la typologie des logements dans la communauté de communes en 2022 en comparaison avec celle du Pas-de-Calais et de la France entière. Une caractéristique marquante du parc de logements est ainsi la faible proportion des résidences secondaires et logements occasionnels (4,9 %) par rapport au département (6,6 %) et à la France entière (9,7 %) ainsi que d'une proportion de logements vacants (6,0 %) inférieure à celle du département (7,2 %) et de la France entière (8 %).
| Typologie                                               | Communauté de communes | Pas-de-Calais | France entière |
| ------------------------------------------------------- | ---------------------- | ------------- | -------------- |
| Résidences principales (en %)                           | 89,2                   | 86,2          | 82,3           |
| Résidences secondaires et logements occasionnels (en %) | 4,9                    | 6,6           | 9,7            |
| Logements vacants (en %)                                | 6,0                    | 7,2           | 8              |

Le tableau ci-dessous présente le type de combustible principal utilisé dans les résidences principales ainsi que l'évolution des différents types de combustible entre 2011 et 2022.
| Type de combustible principal du logement | Communauté de communes | Communauté de communes | Communauté de communes | Pas-de-Calais 2022 |
| Type de combustible principal du logement | 2011                   | 2022                   | △                      | Pas-de-Calais 2022 |
| ----------------------------------------- | ---------------------- | ---------------------- | ---------------------- | ------------------ |
| Gaz de ville - réseau de chaleur          | 9,6 %                  | 11,7 %                 | 2,1                    | 51,7 %             |
| Fioul (mazout)                            | 19,3 %                 | 11,1 %                 | -8,2                   | 7,4 %              |
| Électricité                               | 39,5 %                 | 41,5 %                 | 2                      | 24,4 %             |
| Gaz en bouteilles ou en citerne           | 4,8 %                  | 2,5 %                  | -2,3                   | 1,0 %              |
| Autres (bois, solaire, géothermie, etc.)  | 26,8 %                 | 33,1 %                 | 6,3                    | 15,5 %             |

### Économie

#### Revenus de la population et fiscalité
En 2021, la communauté de communes compte 11 114 ménages fiscaux, regroupant 28 267 personnes.
En 2021, le revenu fiscal médian par ménage, le taux de pauvreté des ménages et la part des ménages fiscaux imposés de la communauté de communes, du département du Pas-de-Calais et de la métropole sont les suivants :
- le revenu fiscal médian par ménage de la communauté de communes est de 22 600 €, supérieur à celui du département du Pas-de-Calais (20 720 €) et inférieur à celui de la France métropolitaine (23 080 €)[Insee 8],[Insee 9],[Insee 10] ;
- le taux de pauvreté des ménages de la communauté de communes est de 12,3 %, inférieur à celui du département du Pas-de-Calais (18,4 %) et inférieur à celui de la métropole (14,9 %)[Insee 11],[Insee 12],[Insee 13] ;
- la part des ménages fiscaux imposés dans la communauté de communes est de 51 %, supérieure à celle du département du Pas-de-Calais (44,1 %) et inférieure à celle de la métropole (53,4 %)[Insee 8],[Insee 9],[Insee 10].

#### Emploi
|                            | 2011   | 2016   | 2022   |
| -------------------------- | ------ | ------ | ------ |
| CC de la Région d'Audruicq | 12,9 % | 13,1 % | 10,6 % |
| Département                | 11,3 % | 13,7 % | 11,2 % |
| France métropolitaine      | 11,6 % | 13,7 % | 11,7 % |

En 2022, la population âgée de 15 à 64 ans s'élève à 17 740 personnes, parmi lesquelles on compte 74,4 % d'actifs (66,6 % ayant un emploi et 7,9 % de chômeurs) et 25,6 % d'inactifs,. En 2022, le taux de chômage (au sens du recensement) des 15-64 ans est inférieur à celui du département et inférieur à celui de la France métropolitaine.
La communauté de communes compte 3 793 emplois en 2022, contre 3 770 en 2016 et 3 687 en 2011. Le nombre d'actifs ayant un emploi résidant dans la communauté de communes est de 11 907, soit un indicateur de concentration d'emploi de 31,9 et un taux d'activité parmi les 15 ans ou plus de 59,3 %.
Sur ces 11 907 actifs de 15 ans ou plus ayant un emploi, 10 328 travaillent dans la communauté de communes, soit 87 % des habitants. Pour se rendre au travail, 90,1 % des habitants de la communauté de communes utilisent une voiture, un camion ou une fourgonnette, 2,3 % les transports en commun, 3,4 % s'y rendent en deux-roues motorisé, à vélo ou à pied et 4,1 % n'ont pas besoin de transport (travail au domicile).

#### Entreprises et commerces

##### Activités hors agriculture
En 2022, 1 211 établissements marchands non agricoles sont économiquement actifsdans la  communauté de communes,,.
| Secteur d'activité                                                                                        | CC de la Région d'Audruicq | CC de la Région d'Audruicq | Département |
| Secteur d'activité                                                                                        | Nombre                     | %                          | %           |
| --- | -------------------------- | -------------------------- | ----------- |
| Ensemble                                                                                                  | 1 211                      | 100 %                      | (100 %)     |
| Industrie manufacturière, industries extractives et autres                                                | 92                         | 7,6 %                      | (5,3 %)     |
| Construction                                                                                              | 125                        | 10,3 %                     | (11,7 %)    |
| Commerce de gros et de détail, transports, hébergement et restauration                                    | 364                        | 30,1 %                     | (22,5 %)    |
| Information et communication                                                                              | 21                         | 1,7 %                      | (3,6 %)     |
| Activités financières et d'assurance                                                                      | 45                         | 3,7 %                      | (5,3 %)     |
| Activités immobilières                                                                                    | 73                         | 6,0 %                      | (5,7 %)     |
| Activités spécialisées, scientifiques et techniques et activités de services administratifs et de soutien | 154                        | 12,7 %                     | (20,2 %)    |
| Administration publique, enseignement, santé humaine et action sociale                                    | 169                        | 14,0 %                     | (15,8 %)    |
| Autres activités de services                                                                              | 168                        | 13,9 %                     | (9,9 %)     |

Le secteur du commerce de gros et de détail, transports, hébergement et restauration est prépondérant dans la communauté de communes puisqu'il représente 30,1 % du nombre total d'établissements de la commune (364 sur les 1211 entreprises implantées dans la communauté de communes), contre 22,5 % au niveau départemental, à l'inverse, le secteur des activités spécialisées, scientifiques et techniques et activités de services administratifs et de soutien avec 12,7 % du nombre total d'établissements est inférieur à celui du département (20,2 %).

#### Tourisme

##### Hôtellerie, camping et autres hébergements collectifs
Au 1er janvier 2025, la communauté de communes de la Région d'Audruicq dispose d'un hôtel pour une capacité de 25 chambres, de douze campings totalisant 735 emplacements et d'un autre type d'hébergement collectif totalisant 64 places de lit.

## Organisation

### Siège
Le siège de la communauté de communes se trouve dans la Maison Rurale d'Audruicq, 66 place du Général de Gaulle.

### Élus
La communauté est administrée par un conseil communautaire constitué, pour le mandat 2020-2026, de 36 conseillers municipaux. représentant chacune des communes membres, et répartis en fonction de leur population de la manière suivante : 

- 6 délégués pour Audruicq et, Oye-Plage ;

- 3 délégués pour Saint-Folquin ;

- 2 délégués pour Guemps, Nordkerque, Polincove, Ruminghem, Sainte-Marie-Kerque, Saint-Omer-Capelle, Vieille-Église et Zutkerque ;

- 1 délégué et son suppléant pour Muncq-Nieurlet et Recques-sur-Hem ;

Au terme des élections municipales de 2020 dans le Pas-de-Calais, le conseil communautaire renouvelé a réélu sa présidente, Nicole Chevalier, alors maire d'Audruicq, et élu ses vice-présidents, qui sont : 
1. Frédéric Melchior, maire de Nortkerque, chargé de la commission Assainissement - Eau ;
2. Yves Engrand[9], maire de Saint-Folquin, chargé de la commission Déchets ménagers - Travaux - Bâtiments communautaires -  Services et moyens techniques ;
3. Clotilde Beaufils, maire d'Offekerque, chargée de la commission Urbanisme - Habitat, logement - Cadre de vie ;
4. Thierry Rouzé, maire de Polincove, chargé de la commission Développement durable - GEMAPI volet inondation et submersion marine - Alimentation ;
5. Évelyne Caron, conseillère municipale de Zutkerque, chargée de la commission Culture - Sport - Vie associative - Patrimoine - Tourisme ;
6. Jean-Marie Louchez, conseiller municipal d'Audruicq, chargé de la commission Agriculture - GEMAPI volet gestion des milieux aquatiques ;
7. Carole Duytsche, maire de Sainte-Marie-Kerque, chargée de la commission Vie sociale et cohésion sociale.

### Liste des présidents
| Période                                    | Période                         | Identité         | Étiquette    | Qualité |
| ------------------------------------------ | ------------------------------- | ---------------- | ------------ | --- |
| Syndicat intercommunal à vocation multiple |                                 |                  |              | |
| Les données manquantes sont à compléter.   |                                 |                  |              | |
|                                            |                                 | Alain Lambert    |              | Maire de Saint-Folquin (1968 → 1989) |
|                                            |                                 | Albert Doublet   | UDR puis RPR | Commerçant Maire d'Audruicq (1977 → 2001) Conseiller général d'Audruick (1973 → 2004) Conseiller régional                                |
| Communauté de communes                     |                                 |                  |              | |
| 2001                                       | mai 2014                        | Yves Beugnet     |              | Professeur d’Histoire Géographie au lycée Pierre-de-Coubertin (Calais) Maire de Polincove (1995 → 2014)                                  |
| mai 2014,                                  | En cours (au 10 septembre 2022) | Nicole Chevalier | UMP → LR     | Retraitée de l'enseignement Maire d'Audruicq (2008 → 2022) Conseillère départementale de Marck (2015 → ) Réélue pour le mandat 2020-2026 |

### Compétences
L'intercommunalité exerce les compétences qui lui ont été transférées par les communes membres, dans les conditions déterminées par le code général des collectivités territoriales. Il s'agit de : 
- Aménagement de l'espace : élaboration de documents d'urbanisme à caractère communal ou intercommunal, définition d'une politique d'aménagement à long terme ;
- Actions de développement économique d’intérêt communautaire :  étude et création de zone d’activités intercommunale, de services intercommunaux d’appui pour les entreprises ; réalisation d’actions de promotion économique, d’actions favorisant le développement de l’agriculture ; assurer la promotion touristique de l’ensemble de son territoire ;
- Aires d’accueil des gens du voyage ;
- Collecte et traitement des déchets ménagers ;
- Protection et mise en valeur de l’Environnement : adhésion au parc naturel régional des Caps et Marais d'Opale, sentiers de randonnée, site pédagogique de sensibilisation à l’environnement (l’îlot d’Hennuin), réhabilitation et mise en valeur de l’ancienne décharge de Polincove ;
- Politique du logement et du cadre de vie : programme local de l’habitat (PLH), opérations programmées d’amélioration de l’habitat (OPAH).
- Voirie : création de voies (voirie et éclairage public) nécessaires à la desserte du Parc d’activités de la Porte d’Opale, création ou aménagement et entretien de la voirie des aires de covoiturage sous maîtrise d’ouvrage communautaire.
- Action sociale d’intérêt communautaire : centre Intercommunal d’action sociale (CIAS) pour la mise en œuvre des politiques sociales intercommunales, en partenariat avec les centres communaux d’action sociale (CCAS), suivi des bénéficiaires du RSA en démarche d’insertion, relais d'assistantes maternelles (RAM), transport des denrées alimentaires collectées pour les familles nécessiteuses, service de portage de repas à domicile, école de Consommateurs, actions de prévention santé et aides sociales collectives.

### Régime fiscal et budget
La communauté de communes est un établissement public de coopération intercommunale à fiscalité propre.
Afin de financer l'exercice de ses compétences, l'intercommunalité perçoit la fiscalité professionnelle unique (FPU) – qui a succédé à la taxe professionnelle unique (TPU) – et assure une péréquation de ressources entre les communes résidentielles et celles dotées de zones d'activité.
Elle perçoit également une redevance d'enlèvement des ordures ménagères (REOM) et une redavance d'assainissement non collectif, qui financent le fonctionnement de ces services publics.
Elle ne reverse pas de dotation de solidarité communautaire (DSC) à ses communes membres.

### Organismes de coopération
Le Pays du Calaisis est un syndicat mixte  chargé de l'élaboration du Schéma de cohérence territoriale (SCoT) sur son territoire, qui fédère trois intercommunalités : 
- la communauté d'agglomération Grand Calais Terres et Mers ;
- la communauté de communes de la Région d'Audruicq ;
- la communauté de communes Pays d'Opale.

## Projets et réalisations
Conformément aux dispositions légales, une communauté de communes a pour objet d'associer des « communes au sein d'un espace de solidarité, en vue de l'élaboration d'un projet commun de développement et d'aménagement de l'espace ».

### Projet de mandat 2020-2026
Le conseil communautaire du 13 avril 2021 a adopté le programme de mandat 2020-2026, qui fixe les priorités d’intervention de la Communauté de communes autour de 5 orientations :
- les enjeux et la maîtrise de l’eau ;
- l’histoire nourricière ;
- la transition écologique ;
- les solidarités pour et par les habitants ;
- l’économie inventive et durable.

### Place de Marché Locale
À l'initiative des élus communautaire et afin de permettre aux différents acteurs économiques de la communauté de communes de la Région d'Audruicq de bénéficier d'une vitrine numérique forte ainsi que d'une possibilité de faire de la vente en ligne, une Place de Marché Locale  communautaire a été mise en place : J'achète en Région d'Audruicq - Oye-Plage.

## Pour approfondir